# 小博羅維齊亞
50°9′34″N 26°16′8″E / 50.15944°N 26.26889°E
小博羅維齊亞（烏克蘭語：Мала Боровиця），是烏克蘭西部的村莊，隸屬赫梅利尼茨基州的舍佩蒂夫卡區。該村面積0.12平方公里，海拔高度240米，2001年人口302，人口密度每平方公里2,581.2人。